# Akademia Nauk Społecznych KC SED
Akademia Nauk Społecznych Komitetu Centralnego SED (Akademie für Gesellschaftswissenschaften beim ZK – AfG) – uczelnia funkcjonująca w NRD w latach 1951–1990.

## Historia
Uczelnia została powołana w dniu 21 grudnia 1951 jako Instytut Nauk Społecznych Komitetu Centralnego SED (Institut für Gesellschaftswissenschaften beim ZK der SED – IfG), w dniu 21 grudnia 1976 podniesiony do rangi akademii. Siedzibą był Berlin. AfG była najważniejszą instytucją naukowo-badawczą SED i wiodącą instytucją ideologiczno-teoretyczną w zakresie nauk społecznych w NRD. Wchodziła w zakres obszaru odpowiedzialności sekretarza KC ds. nauki. AfG rozwiązano w 1990. Pracownicy AfG założyli w Berlinie w marcu 1990 Instytut Nauk Społecznych (Berliner Institut für Sozialwissenschaftliche Studien GmbH).

## Zadania
- Legitymizacja i propagowanie polityki SED.
- Udział w przygotowaniu decyzji SED.
- Koordynacja badań w zakresie nauk społecznych w NRD.
- Szkolenie kadry nomenklatury i pracowników naukowych w zakresie nauk społecznych.
- Działalność informacyjna, dokumentacyjna i wydawnicza; w 1967 powierzono AfG rolę „Centralnego Ośrodka Informacji i Dokumentacji” w zakresie filozofii i socjologii.
- Działalność edukacyjna.
- Prowadzenie szkolenia grup zagranicznych, m.in. z Niemieckiej Partii Komunistycznej (Deutsche Kommunistische Partei – DKP), Socjalistycznej Partii Jedności Berlina Zachodniego (Sozialistische Einheitspartei Westberlins – SEW), oraz z partii i organizacji marksistowsko-leninowskich „Trzeciego Świata”, w tym OWP.
- Utrzymywanie kontaktów międzynarodowych i współpracy naukowej z odpowiednimi instytucjami pozostałych państw Europy Wschodniej.

## Struktura organizacyjna
- Instytut Filozofii Marksizmu-Leninizmu (Institute für marxistisch-leninistische Philosophie)
- Instytut Ekonomii Politycznej (Institute für politische Ökonomie)
- Instytut Naukowego Komunizmu (Institute für wissenschaftlichen Kommunismus)
- Instytut Historii (Institute für Geschichte)
- Instytut Niemieckiego i Międzynarodowego Ruchu Robotniczego (Institute für die deutsche und internationale Arbeiterbewegung)
- Instytut Socjologii (Institute für Soziologie)
- Instytut Marksistowsko-Leninowskiej Kultury i Sztuki (Institute für marxistisch-leninistische Kultur- und Kunstwissenschaften)
- Instytut Badań Imperializmu (Institute für Imperialismusforschung)

## Koordynacja działalności rad naukowych
Na mocy decyzji Biura Politycznego KC SED z 22 października 1968 poszczególne instytuty AfG koordynowały w NRD prace utworzonych w 1969 rad naukowych:
- Rada Naukowa Filozofii Marksistowsko-Leninowskiej (WR für marxistisch-leninistische Philosophie)
- Rada ds. Naukowego Komunizmu (Rat für wissenschaftlichen Kommunismus)
- Rada Naukowa Ekonomii Politycznej Socjalizmu (WR für politische Ökonomie des Sozialismus)
- Rada Naukowa Badań Socjologicznych (WR für soziologische Forschung)
- Rada Naukowa Marksistowsko-Leninowskich Nauk o Kulturze i Sztuce (WR für marxistisch-leninistische Kultur- und Kunstwissenschaften)
- Rada Naukowa Międzynarodowego Marksistowsko-Leninowskiego Ruchu Robotniczego (WR für internationale Arbeiterbewegung (Marxismus-Leninismus))

## Dyrektorzy/rektorzy
- 1951–1961 – Helene Berg(inne języki), dyrektor
- 1961–1989 – Otto Reinhold(inne języki), dyrektor/rektor
- 1989–1990 – Rolf Reißig(inne języki), dyrektor

## Siedziba
Uczelnia mieściła się w zespole odbudowanych po II wojnie budynków przy Johannes-Dieckmann-Straße 19-23, ob. Taubenstraße, m.in. w budynku z około 1905 b. Domu Bankowego Hardy & Co. (Bankhaus Hardy & Co.) przy Taubenstrasse 19.